# Liste des planètes mineures non numérotées découvertes en avril 2018
Pour un article plus général, voir Liste des planètes mineures non numérotées découvertes en 2018.
Pour un article plus général, voir Liste des planètes mineures.
Cet article dresse la liste des planètes mineures (astéroïdes, centaures, objets transneptuniens et assimilés) non numérotées découvertes en avril 2018 dans l'ordre de leur découverte.
Au 15 janvier 2025, 661 077 des 1 434 993 planètes mineures répertoriées par le Centre des planètes mineures ne sont pas encore numérotées, soit 46,07 %.

## Rappel concernant la désignation provisoire
La désignation provisoire indique l'ordre de découverte de ces objets. En effet, cette désignation est composée de l'année de découverte (par exemple 2018) suivie de la quinzaine (demi-mois) de découverte (p.e. A = 1-15 janvier) puis de l'ordre de découverte dans cette quinzaine. Cet ordre est indiqué par une lettre et éventuellement un chiffre comme suit : A pour la première découverte, B pour la deuxième, ..., Z pour la 25e (le I n'est pas utilisé pour éviter la confusion avec 1), A1 pour la 26e, B1 pour la 27e, etc. , Z1 pour la 50e, A2 pour la 51e, B2 pour la 52e, etc. L'ordre de la numérotation ne suit donc pas l'ordre alphanumérique. 2018 AA1 suit ainsi 2018 AZ et précède 2018 AB1.

## Liste

### Du1erau 15 avril 2018
- 2018 GA
- 2018 GB
- 2018 GC
- 2018 GD
- 2018 GE
- 2018 GF
- 2018 GG
- 2018 GH
- 2018 GJ
- 2018 GL
- 2018 GM
- 2018 GN
- 2018 GO
- 2018 GP
- 2018 GQ
- 2018 GU
- 2018 GV
- 2018 GW
- 2018 GX
- 2018 GY
- 2018 GZ
- 2018 GC1
- 2018 GD1
- 2018 GG1
- 2018 GH1
- 2018 GJ1
- 2018 GK1
- 2018 GL1
- 2018 GM1
- 2018 GN1
- 2018 GP1
- 2018 GQ1
- 2018 GR1
- 2018 GS1
- 2018 GT1
- 2018 GU1
- 2018 GV1
- 2018 GW1
- 2018 GX1
- 2018 GY1
- 2018 GZ1
- 2018 GA2
- 2018 GB2
- 2018 GC2
- 2018 GD2
- 2018 GE2
- 2018 GF2
- 2018 GG2
- 2018 GH2
- 2018 GJ2
- 2018 GK2
- 2018 GL2
- 2018 GM2
- 2018 GN2
- 2018 GO2
- 2018 GP2
- 2018 GQ2
- 2018 GR2
- 2018 GS2
- 2018 GX2
- 2018 GY2
- 2018 GD3
- 2018 GE3
- 2018 GF3
- 2018 GG3
- 2018 GH3
- 2018 GJ3
- 2018 GK3
- 2018 GM3
- 2018 GO3
- 2018 GQ3
- 2018 GR3
- 2018 GS3
- 2018 GT3
- 2018 GU3
- 2018 GV3
- 2018 GW3
- 2018 GX3
- 2018 GY3
- 2018 GZ3
- 2018 GA4
- 2018 GB4
- 2018 GC4
- 2018 GD4
- 2018 GE4
- 2018 GF4
- 2018 GG4
- 2018 GH4
- 2018 GJ4
- 2018 GK4
- 2018 GL4
- 2018 GM4
- 2018 GN4
- 2018 GO4
- 2018 GP4
- 2018 GQ4
- 2018 GR4
- 2018 GS4
- 2018 GT4
- 2018 GW4
- 2018 GZ4
- 2018 GA5
- 2018 GB5
- 2018 GC5
- 2018 GD5
- 2018 GE5
- 2018 GG5
- 2018 GH5
- 2018 GJ5
- 2018 GK5
- 2018 GN5
- 2018 GO5
- 2018 GP5
- 2018 GQ5
- 2018 GR5
- 2018 GS5
- 2018 GV5
- 2018 GW5
- 2018 GX5
- 2018 GZ5
- 2018 GH6
- 2018 GM6
- 2018 GO6
- 2018 GR6
- 2018 GA7
- 2018 GC7
- 2018 GJ7
- 2018 GN7
- 2018 GO7
- 2018 GX7
- 2018 GZ7
- 2018 GE8
- 2018 GF8
- 2018 GF9
- 2018 GG9
- 2018 GO9
- 2018 GT9
- 2018 GE10
- 2018 GF10
- 2018 GL10
- 2018 GM10
- 2018 GB11
- 2018 GD11
- 2018 GN11
- 2018 GR11
- 2018 GS11
- 2018 GT11
- 2018 GU11
- 2018 GV11
- 2018 GA12
- 2018 GB12
- 2018 GG12
- 2018 GH12
- 2018 GJ12
- 2018 GO12
- 2018 GT12
- 2018 GU12
- 2018 GV12
- 2018 GY12
- 2018 GZ12
- 2018 GA13
- 2018 GB13
- 2018 GC13
- 2018 GD13
- 2018 GF13
- 2018 GG13
- 2018 GH13
- 2018 GJ13
- 2018 GK13
- 2018 GL13
- 2018 GM13
- 2018 GN13
- 2018 GO13
- 2018 GP13
- 2018 GQ13
- 2018 GR13
- 2018 GS13
- 2018 GT13
- 2018 GU13
- 2018 GV13
- 2018 GW13
- 2018 GX13
- 2018 GY13
- 2018 GZ13
- 2018 GB14
- 2018 GC14
- 2018 GD14
- 2018 GE14
- 2018 GG14
- 2018 GH14
- 2018 GJ14
- 2018 GK14
- 2018 GL14
- 2018 GM14
- 2018 GN14
- 2018 GP14
- 2018 GQ14
- 2018 GR14
- 2018 GS14
- 2018 GT14
- 2018 GU14
- 2018 GV14
- 2018 GW14
- 2018 GX14
- 2018 GA15
- 2018 GD15
- 2018 GE15
- 2018 GF15
- 2018 GG15
- 2018 GH15
- 2018 GJ15
- 2018 GK15
- 2018 GL15
- 2018 GM15
- 2018 GN15
- 2018 GO15
- 2018 GP15
- 2018 GQ15
- 2018 GR15
- 2018 GS15
- 2018 GT15
- 2018 GV15
- 2018 GX15
- 2018 GY15
- 2018 GZ15
- 2018 GA16
- 2018 GF16
- 2018 GG16
- 2018 GH16
- 2018 GJ16
- 2018 GK16
- 2018 GL16
- 2018 GM16
- 2018 GN16
- 2018 GP16
- 2018 GQ16
- 2018 GR16
- 2018 GT16
- 2018 GU16
- 2018 GV16
- 2018 GW16
- 2018 GX16
- 2018 GY16
- 2018 GZ16
- 2018 GA17
- 2018 GB17
- 2018 GC17
- 2018 GD17
- 2018 GE17
- 2018 GF17
- 2018 GJ17
- 2018 GK17
- 2018 GL17
- 2018 GM17
- 2018 GP17
- 2018 GV17
- 2018 GW17
- 2018 GY17
- 2018 GZ17
- 2018 GA18
- 2018 GC18
- 2018 GD18
- 2018 GH18
- 2018 GJ18
- 2018 GK18
- 2018 GL18
- 2018 GM18
- 2018 GN18
- 2018 GO18
- 2018 GP18
- 2018 GR18
- 2018 GU18
- 2018 GY18
- 2018 GZ18
- 2018 GA19
- 2018 GC19
- 2018 GD19
- 2018 GF19
- 2018 GG19
- 2018 GH19
- 2018 GK19
- 2018 GL19
- 2018 GN19
- 2018 GO19
- 2018 GP19
- 2018 GQ19
- 2018 GR19
- 2018 GS19
- 2018 GT19
- 2018 GV19
- 2018 GW19
- 2018 GX19
- 2018 GZ19
- 2018 GA20
- 2018 GB20
- 2018 GC20
- 2018 GD20
- 2018 GH20
- 2018 GK20
- 2018 GL20
- 2018 GM20
- 2018 GN20
- 2018 GO20
- 2018 GP20
- 2018 GR20
- 2018 GS20
- 2018 GU20
- 2018 GV20
- 2018 GX20
- 2018 GY20
- 2018 GZ20
- 2018 GA21
- 2018 GC21
- 2018 GD21
- 2018 GE21
- 2018 GG21
- 2018 GH21
- 2018 GJ21
- 2018 GK21
- 2018 GL21
- 2018 GM21
- 2018 GN21
- 2018 GO21
- 2018 GQ21
- 2018 GR21
- 2018 GS21
- 2018 GT21
- 2018 GU21
- 2018 GV21
- 2018 GW21
- 2018 GX21
- 2018 GY21
- 2018 GZ21
- 2018 GA22
- 2018 GB22
- 2018 GC22
- 2018 GD22
- 2018 GE22
- 2018 GF22
- 2018 GG22
- 2018 GH22
- 2018 GJ22
- 2018 GK22
- 2018 GL22
- 2018 GM22
- 2018 GN22
- 2018 GO22
- 2018 GP22
- 2018 GQ22
- 2018 GS22
- 2018 GT22
- 2018 GV22
- 2018 GW22
- 2018 GY22
- 2018 GA23
- 2018 GB23
- 2018 GC23
- 2018 GD23
- 2018 GE23
- 2018 GF23
- 2018 GG23
- 2018 GJ23
- 2018 GK23
- 2018 GL23
- 2018 GM23
- 2018 GN23
- 2018 GO23
- 2018 GP23
- 2018 GQ23
- 2018 GR23
- 2018 GT23
- 2018 GU23
- 2018 GV23
- 2018 GW23
- 2018 GX23
- 2018 GZ23
- 2018 GB24
- 2018 GC24
- 2018 GD24
- 2018 GE24
- 2018 GG24
- 2018 GH24
- 2018 GJ24
- 2018 GK24
- 2018 GL24
- 2018 GM24
- 2018 GN24
- 2018 GO24
- 2018 GP24
- 2018 GQ24
- 2018 GR24
- 2018 GS24
- 2018 GU24
- 2018 GW24
- 2018 GX24
- 2018 GY24
- 2018 GZ24
- 2018 GA25
- 2018 GB25
- 2018 GC25
- 2018 GD25
- 2018 GE25
- 2018 GF25
- 2018 GJ25
- 2018 GK25
- 2018 GM25
- 2018 GN25
- 2018 GO25
- 2018 GP25
- 2018 GQ25
- 2018 GR25
- 2018 GS25
- 2018 GT25
- 2018 GV25
- 2018 GW25
- 2018 GX25
- 2018 GY25
- 2018 GZ25
- 2018 GA26
- 2018 GB26
- 2018 GD26
- 2018 GE26
- 2018 GF26
- 2018 GG26
- 2018 GH26
- 2018 GK26
- 2018 GL26
- 2018 GM26
- 2018 GP26
- 2018 GQ26
- 2018 GR26
- 2018 GS26
- 2018 GV26
- 2018 GW26
- 2018 GX26
- 2018 GZ26
- 2018 GA27
- 2018 GC27
- 2018 GD27
- 2018 GE27
- 2018 GF27
- 2018 GG27
- 2018 GH27
- 2018 GJ27
- 2018 GK27
- 2018 GL27
- 2018 GM27
- 2018 GN27
- 2018 GO27
- 2018 GP27
- 2018 GQ27
- 2018 GR27
- 2018 GS27
- 2018 GT27
- 2018 GU27
- 2018 GV27
- 2018 GW27
- 2018 GX27
- 2018 GY27
- 2018 GZ27
- 2018 GA28
- 2018 GB28
- 2018 GC28
- 2018 GD28
- 2018 GE28
- 2018 GF28
- 2018 GH28
- 2018 GJ28
- 2018 GK28
- 2018 GL28
- 2018 GN28
- 2018 GO28
- 2018 GP28
- 2018 GQ28
- 2018 GR28
- 2018 GS28
- 2018 GT28
- 2018 GU28
- 2018 GV28
- 2018 GW28
- 2018 GX28
- 2018 GY28
- 2018 GZ28
- 2018 GA29
- 2018 GB29
- 2018 GC29
- 2018 GD29
- 2018 GF29
- 2018 GG29
- 2018 GH29
- 2018 GJ29
- 2018 GK29
- 2018 GL29
- 2018 GM29
- 2018 GN29
- 2018 GO29
- 2018 GP29
- 2018 GQ29
- 2018 GR29
- 2018 GS29
- 2018 GT29
- 2018 GU29
- 2018 GV29
- 2018 GW29
- 2018 GX29
- 2018 GY29
- 2018 GZ29
- 2018 GA30
- 2018 GB30
- 2018 GC30
- 2018 GD30
- 2018 GE30
- 2018 GF30
- 2018 GG30
- 2018 GH30
- 2018 GJ30
- 2018 GK30
- 2018 GL30
- 2018 GM30
- 2018 GN30
- 2018 GO30
- 2018 GQ30
- 2018 GR30
- 2018 GS30
- 2018 GT30
- 2018 GU30
- 2018 GV30
- 2018 GW30
- 2018 GX30
- 2018 GY30
- 2018 GZ30
- 2018 GA31
- 2018 GB31
- 2018 GC31
- 2018 GD31
- 2018 GE31
- 2018 GF31
- 2018 GG31
- 2018 GH31
- 2018 GK31
- 2018 GL31
- 2018 GM31
- 2018 GN31
- 2018 GO31
- 2018 GP31
- 2018 GQ31
- 2018 GR31
- 2018 GS31
- 2018 GT31
- 2018 GU31
- 2018 GV31
- 2018 GW31
- 2018 GX31
- 2018 GY31
- 2018 GZ31
- 2018 GA32
- 2018 GB32
- 2018 GC32
- 2018 GD32
- 2018 GE32
- 2018 GF32
- 2018 GG32
- 2018 GJ32
- 2018 GK32
- 2018 GL32
- 2018 GM32
- 2018 GO32
- 2018 GP32
- 2018 GQ32
- 2018 GS32
- 2018 GU32
- 2018 GV32
- 2018 GW32
- 2018 GX32
- 2018 GY32
- 2018 GA33
- 2018 GB33
- 2018 GC33
- 2018 GD33
- 2018 GE33
- 2018 GF33
- 2018 GG33
- 2018 GH33
- 2018 GJ33
- 2018 GK33
- 2018 GM33
- 2018 GN33
- 2018 GO33
- 2018 GP33
- 2018 GS33
- 2018 GT33
- 2018 GV33
- 2018 GW33
- 2018 GX33
- 2018 GY33
- 2018 GZ33
- 2018 GA34
- 2018 GC34
- 2018 GD34
- 2018 GF34
- 2018 GG34
- 2018 GH34
- 2018 GJ34
- 2018 GK34
- 2018 GL34
- 2018 GM34
- 2018 GN34
- 2018 GO34
- 2018 GP34
- 2018 GQ34
- 2018 GR34
- 2018 GS34
- 2018 GT34
- 2018 GU34
- 2018 GV34
- 2018 GW34
- 2018 GX34
- 2018 GY34
- 2018 GZ34
- 2018 GA35
- 2018 GC35
- 2018 GD35
- 2018 GE35
- 2018 GH35
- 2018 GJ35
- 2018 GK35
- 2018 GL35
- 2018 GN35
- 2018 GO35
- 2018 GP35
- 2018 GQ35
- 2018 GR35
- 2018 GS35
- 2018 GT35
- 2018 GU35
- 2018 GV35
- 2018 GW35
- 2018 GX35
- 2018 GY35
- 2018 GZ35
- 2018 GA36
- 2018 GB36
- 2018 GC36
- 2018 GD36
- 2018 GE36
- 2018 GF36
- 2018 GG36
- 2018 GH36
- 2018 GJ36
- 2018 GK36
- 2018 GL36
- 2018 GM36
- 2018 GP36
- 2018 GQ36
- 2018 GS36
- 2018 GT36
- 2018 GU36
- 2018 GV36
- 2018 GW36
- 2018 GX36
- 2018 GY36
- 2018 GZ36
- 2018 GA37
- 2018 GB37
- 2018 GC37
- 2018 GD37
- 2018 GE37
- 2018 GF37
- 2018 GG37
- 2018 GH37
- 2018 GJ37
- 2018 GK37
- 2018 GL37
- 2018 GM37
- 2018 GN37
- 2018 GO37
- 2018 GP37
- 2018 GQ37
- 2018 GR37
- 2018 GS37
- 2018 GT37
- 2018 GV37
- 2018 GZ37
- 2018 GA38
- 2018 GB38
- 2018 GD38
- 2018 GE38
- 2018 GF38
- 2018 GG38
- 2018 GH38
- 2018 GJ38
- 2018 GK38
- 2018 GL38
- 2018 GM38
- 2018 GO38
- 2018 GP38
- 2018 GQ38
- 2018 GR38
- 2018 GS38
- 2018 GT38
- 2018 GU38
- 2018 GV38
- 2018 GW38
- 2018 GX38
- 2018 GY38
- 2018 GZ38
- 2018 GA39
- 2018 GB39
- 2018 GC39
- 2018 GE39
- 2018 GG39
- 2018 GH39
- 2018 GK39
- 2018 GL39
- 2018 GM39
- 2018 GN39
- 2018 GO39
- 2018 GP39
- 2018 GQ39
- 2018 GR39
- 2018 GT39
- 2018 GU39
- 2018 GV39
- 2018 GW39
- 2018 GY39
- 2018 GZ39
- 2018 GA40
- 2018 GC40
- 2018 GD40
- 2018 GE40
- 2018 GF40
- 2018 GG40
- 2018 GH40
- 2018 GK40
- 2018 GL40
- 2018 GM40
- 2018 GN40
- 2018 GO40
- 2018 GP40
- 2018 GQ40
- 2018 GR40
- 2018 GS40
- 2018 GT40
- 2018 GU40
- 2018 GX40
- 2018 GY40
- 2018 GZ40
- 2018 GA41
- 2018 GB41
- 2018 GC41
- 2018 GD41
- 2018 GF41
- 2018 GG41
- 2018 GH41
- 2018 GK41
- 2018 GL41
- 2018 GM41
- 2018 GN41
- 2018 GO41
- 2018 GQ41
- 2018 GR41
- 2018 GS41
- 2018 GU41
- 2018 GV41
- 2018 GW41
- 2018 GX41
- 2018 GY41
- 2018 GZ41
- 2018 GA42
- 2018 GB42
- 2018 GC42
- 2018 GE42
- 2018 GF42
- 2018 GG42
- 2018 GH42
- 2018 GJ42
- 2018 GL42
- 2018 GM42
- 2018 GN42
- 2018 GO42
- 2018 GP42
- 2018 GQ42
- 2018 GR42
- 2018 GS42
- 2018 GT42
- 2018 GU42
- 2018 GV42
- 2018 GW42
- 2018 GX42
- 2018 GY42
- 2018 GZ42
- 2018 GA43
- 2018 GB43
- 2018 GC43
- 2018 GD43
- 2018 GE43
- 2018 GF43
- 2018 GG43
- 2018 GH43
- 2018 GJ43
- 2018 GK43
- 2018 GL43
- 2018 GM43
- 2018 GN43
- 2018 GO43
- 2018 GP43
- 2018 GQ43
- 2018 GR43
- 2018 GS43
- 2018 GT43
- 2018 GU43
- 2018 GV43
- 2018 GW43
- 2018 GX43
- 2018 GY43
- 2018 GZ43
- 2018 GA44
- 2018 GB44
- 2018 GC44
- 2018 GD44
- 2018 GE44
- 2018 GF44
- 2018 GG44
- 2018 GH44
- 2018 GJ44
- 2018 GK44
- 2018 GL44
- 2018 GM44
- 2018 GN44
- 2018 GO44
- 2018 GP44

### Du 16 au 30 avril 2018
- 2018 HA
- 2018 HB
- 2018 HC
- 2018 HD
- 2018 HE
- 2018 HF
- 2018 HG
- 2018 HH
- 2018 HJ
- 2018 HK
- 2018 HL
- 2018 HM
- 2018 HN
- 2018 HO
- 2018 HP
- 2018 HQ
- 2018 HR
- 2018 HS
- 2018 HT
- 2018 HU
- 2018 HV
- 2018 HW
- 2018 HZ
- 2018 HA1
- 2018 HB1
- 2018 HC1
- 2018 HD1
- 2018 HF1
- 2018 HL1
- 2018 HM1
- 2018 HN1
- 2018 HO1
- 2018 HQ1
- 2018 HR1
- 2018 HS1
- 2018 HT1
- 2018 HU1
- 2018 HV1
- 2018 HW1
- 2018 HX1
- 2018 HY1
- 2018 HZ1
- 2018 HD2
- 2018 HE2
- 2018 HF2
- 2018 HG2
- 2018 HH2
- 2018 HJ2
- 2018 HK2
- 2018 HL2
- 2018 HM2
- 2018 HO2
- 2018 HU2
- 2018 HV2
- 2018 HC3
- 2018 HE3
- 2018 HH3
- 2018 HM3
- 2018 HN3
- 2018 HR3
- 2018 HS3
- 2018 HU3
- 2018 HV3
- 2018 HX3
- 2018 HZ3
- 2018 HA4
- 2018 HJ4
- 2018 HK4
- 2018 HT4
- 2018 HW4
- 2018 HY4
- 2018 HA5
- 2018 HB5
- 2018 HH5
- 2018 HJ5
- 2018 HK5
- 2018 HL5
- 2018 HM5
- 2018 HN5
- 2018 HO5
- 2018 HP5
- 2018 HQ5
- 2018 HR5
- 2018 HS5
- 2018 HU5
- 2018 HV5
- 2018 HW5
- 2018 HX5
- 2018 HY5
- 2018 HZ5
- 2018 HA6
- 2018 HB6
- 2018 HC6
- 2018 HD6
- 2018 HE6
- 2018 HF6
- 2018 HG6
- 2018 HH6
- 2018 HJ6
- 2018 HK6
- 2018 HL6
- 2018 HM6
- 2018 HN6
- 2018 HO6
- 2018 HP6
- 2018 HQ6
- 2018 HR6
- 2018 HS6
- 2018 HW6
- 2018 HX6
- 2018 HY6
- 2018 HZ6
- 2018 HA7
- 2018 HB7
- 2018 HD7
- 2018 HE7
- 2018 HF7
- 2018 HH7
- 2018 HL7
- 2018 HN7
- 2018 HO7
- 2018 HP7
- 2018 HT7
- 2018 HU7
- 2018 HX7
- 2018 HA8
- 2018 HB8
- 2018 HC8
- 2018 HE8
- 2018 HF8
- 2018 HG8
- 2018 HH8
- 2018 HJ8
- 2018 HK8
- 2018 HL8
- 2018 HM8
- 2018 HO8
- 2018 HP8
- 2018 HQ8
- 2018 HR8
- 2018 HW8
- 2018 HX8
- 2018 HY8
- 2018 HA9
- 2018 HB9
- 2018 HC9
- 2018 HD9
- 2018 HE9
- 2018 HG9
- 2018 HH9
- 2018 HL9
- 2018 HM9
- 2018 HN9
- 2018 HO9
- 2018 HP9
- 2018 HQ9
- 2018 HT9
- 2018 HU9
- 2018 HV9
- 2018 HW9
- 2018 HX9
- 2018 HY9
- 2018 HZ9
- 2018 HA10
- 2018 HB10
- 2018 HC10
- 2018 HD10
- 2018 HF10
- 2018 HG10
- 2018 HH10
- 2018 HJ10
- 2018 HK10
- 2018 HL10
- 2018 HM10
- 2018 HN10
- 2018 HO10
- 2018 HP10
- 2018 HQ10
- 2018 HR10
- 2018 HS10
- 2018 HT10
- 2018 HU10
- 2018 HV10
- 2018 HW10
- 2018 HX10
- 2018 HZ10
- 2018 HB11
- 2018 HC11
- 2018 HD11
- 2018 HE11
- 2018 HG11
- 2018 HH11
- 2018 HJ11
- 2018 HK11
- 2018 HL11
- 2018 HN11
- 2018 HO11
- 2018 HP11
- 2018 HQ11
- 2018 HR11
- 2018 HS11
- 2018 HT11
- 2018 HU11
- 2018 HV11
- 2018 HW11
- 2018 HX11
- 2018 HY11
- 2018 HZ11
- 2018 HA12
- 2018 HB12
- 2018 HC12
- 2018 HD12
- 2018 HE12
- 2018 HF12
- 2018 HG12
- 2018 HH12
- 2018 HJ12
- 2018 HK12
- 2018 HL12
- 2018 HM12
- 2018 HN12
- 2018 HO12
- 2018 HP12
- 2018 HQ12
- 2018 HR12
- 2018 HS12
- 2018 HU12
- 2018 HW12
- 2018 HX12
- 2018 HY12
- 2018 HZ12
- 2018 HA13
- 2018 HB13
- 2018 HC13
- 2018 HD13
- 2018 HE13
- 2018 HF13
- 2018 HH13
- 2018 HJ13
- 2018 HK13
- 2018 HM13
- 2018 HN13
- 2018 HO13
- 2018 HP13
- 2018 HQ13
- 2018 HS13
- 2018 HT13
- 2018 HU13
- 2018 HV13
- 2018 HW13
- 2018 HX13
- 2018 HY13
- 2018 HZ13
- 2018 HA14
- 2018 HC14
- 2018 HD14
- 2018 HF14
- 2018 HG14
- 2018 HH14
- 2018 HJ14
- 2018 HK14
- 2018 HL14
- 2018 HM14
- 2018 HN14
- 2018 HO14
- 2018 HP14
- 2018 HQ14
- 2018 HR14
- 2018 HS14
- 2018 HT14
- 2018 HU14